# Once Municipal
Club Deportivo Once Municipal – salwadorski klub piłkarski z siedzibą w mieście Ahuachapán, w departamencie Ahuachapán. Obecnie występuje na drugim szczeblu rozgrywek – Liga de Ascenso. Domowe mecze rozgrywa na obiekcie Estadio Simeón Magaña.

## Osiągnięcia

### Krajowe
- Primera División

mistrzostwo (2): 1949, 2006 (A)
wicemistrzostwo (5): 1946, 1958, 1977, 1978, 2011 (A)
- Copa Presidente

zwycięstwo (1): 2007
finał (0):

## Historia
Początki klubu sięgają lat 40, kiedy to do Ahuachapán przybył Salvador Marinero, pochodzący z San Vicente krawiec, który otworzył swój sklep w dzielnicy Magaña w centrum miasta. Jako kibic piłki nożnej wraz z kilkoma sąsiadami postanowił w 1945 roku założyć drużynę piłkarską i zarejestrować ją do rozgrywek drugoligowych. Z powodu braku funduszy na zakup strojów, piłek i pensje dla zawodników zwrócił się z prośbą o pomoc finansową do ówczesnego burmistrza miasta Alfonso Salaverríi. Ten przystał na tę propozycję, lecz najpierw chciał zobaczyć jedno ze spotkań zespołu, rozgrywane na boisku Llano del Espino na obrzeżach Ahuachapán. Zawodnicy drużyny spisali się jednak słabo, wobec czego zdecydowano się wzmocnić ekipę poprzez fuzje z lokalnymi amatorskimi zespołami, a także zatrudnienie młodych i utalentowanych graczy, jak René "Chacuate" Moscoso. Salaverría ostatecznie zgodził się na finansowanie klubu, zapewniając jego piłkarzom pensję, zakwaterowanie, wyżywienie oraz pracę w miejskim urzędzie skarbowym.
W 1946 roku ekipa Once Municipal, dzięki triumfowi w mistrzostwach zachodniej części kraju, po raz pierwszy wzięła udział w rozgrywkach Primera División i już wówczas zajęła w nich drugie miejsce, zdobywając tytuł wicemistrzowski. Dwa lata później do zespołu przybyło kilku graczy z Kostaryki, pierwszych pochodzących z tego kraju w historii ligi salwadorskiej, a także trener Armando Chacón, dotychczas prowadzący CD FAS. Te zmiany zaowocowały zdobyciem premierowego tytułu mistrza Salwadoru w rozgrywkach 1948/1949, pierwszych, które odbyły się po założeniu profesjonalnych rozgrywek ligowych w Salwadorze. Po tym sukcesie gracze drużyny zażądali jednak podwyżki zarobków, na co z kolei nie było stać Salaverríi. Wobec tego większość piłkarzy odeszła z klubu, głównie do nowo powstałego stołecznego zespołu Atlético Marte. Z powodu kłopotów finansowych, jak również braku wystarczającej liczby graczy, ekipa Once Municipal nie była w stanie przystąpić do kolejnego sezonu i została karnie relegowana do czwartej ligi.
Do najwyższej klasy rozgrywkowej klub powrócił w 1953 roku i występował w niej przez kolejne cztery sezony, zdobywając kolejne tytuł wicemistrzowski w 1958 roku. W 1959 roku, przez kolejne kłopoty z zawodnikami, Salaverría sprzedał licencję Once Municipal zespołowi Atlético Constancia, który niebawem zmienił nazwę na Alianza FC. Po kilku sezonach spędzonych w drugiej lidze salwadorskiej drużyna po raz kolejny awansowała do Primera División w 1963 roku, spędzając w niej następne siedem lat bez większych sukcesów, po czym spadła na zaplecze najwyższej klasy rozgrywkowej w 1970 roku. Na początku lat 70. Once Municipal zaczął rozgrywać domowe mecze na własnym obiekcie, nazwanym później Estadio Simeón Magaña na cześć miejskiego lekarza Arturo Simeóna Magañii, który sprzedał klubowi ziemię pod budowę stadionu. Po raz kolejny ekipa grała w pierwszej lidze w latach 1976–1980 i w tym czasie odniosła kolejne spore sukcesy w swojej historii; dwa wicemistrzostwa Salwadoru, w sezonach 1976/1977 i 1977/1978. W latach 1980–1993 zespół występował w rozgrywkach drugoligowych, zaś w 1993 roku spadł do trzeciej ligi salwadorskiej.
Nową epokę w dziejach klubu zapoczątkował biznesmen Adalid Magaña, który przejął zespół w 2001 roku i wyciągnął go z kryzysu gospodarczego. W 2004 roku drużyna, dzięki pokonaniu w dwumeczu finałowym drugiej ligi faworyzowanego Once Lobos (3:0) po trzech bramkach kolumbijskiego zawodnika Víctora Jaramillo, po dwudziestu czterech latach nieobecności powróciła do Primera División. Tam z kolei władze ekipy zatrudniły na stanowisku trenera Nelsona Anchetę, za którego sprawą w jesiennych rozgrywkach Apertura 2006 klub zdobył swój drugi tytuł mistrzowski, po dogrywce triumfując w finale nad CD FAS (3:1). W 2007 Once Municipal wywalczył z kolei krajowy puchar – Copa Presidente, tym razem po pokonaniu w spotkaniu finałowym CD Águila (1:0). Mimo tych sukcesów w późniejszym czasie kierownictwo, sztab trenerski i zawodnicy klubu popełnili wiele błędów, które doprowadziły do spadku drużyny do drugiej ligi w 2008 roku. Po raz piąty Once Municipal awansował do Primera División w 2010 roku, dzięki triumfowi w drugoligowych repasażach nad Municipalem Limeño (1:1, 1:0). Podczas rozgrywek Apertura 2011 drużyna zdobyła kolejne wicemistrzostwo Salwadoru, lecz stosunkowo niedługo potem, w 2013 roku, ekipa z Ahuachapán po raz kolejny spadła z pierwszej ligi salwadorskiej.

## Trenerzy
- Jorge García (cze – lip 2006)
- Nelson Ancheta (lip 2006 – cze 2007)
- Abel Moralejo (lip – paź 2007)
- Hugo Coria (paź 2007 – mar 2008)
- Juan Ramón Paredes (mar – kwi 2008)
- Mario Guevara (kwi – maj 2008)
- Jorge Ábrego (cze 2008 – paź 2009)
- Nelson Ancheta (paź – lis 2009)
- Ricardo Mena Laguán (sty – kwi 2010)
- Nelson Ancheta (kwi 2010 – lut 2011)
- Marcos Pineda (lut – mar 2011)
- Juan Sarulyte (mar 2011 – kwi 2012)
- Leonel Cárcamo (maj – sie 2012)
- Juan Sarulyte (sie 2012 – paź 2013)
- Iván Ruiz (paź 2013 – lis 2014)
- Marcos Pineda (sty – maj 2015)
- Giovanni Trigueros (od cze 2015)